# Paradies: Liebe
Paradies: Liebe ist ein Film des österreichischen Regisseurs Ulrich Seidl aus dem Jahr 2012. Er erzählt die Geschichte einer 50-jährigen Wienerin, die als Sextouristin nach Kenia reist. Der Film ist der erste Teil von Seidls Paradies-Trilogie. Seine Premiere hatte er im Wettbewerb der 65. Filmfestspiele von Cannes.

## Handlung
Die 50-jährige Teresa lebt gemeinsam mit ihrer pubertierenden Tochter in Wien. Ihren Sommerurlaub möchte sie in einem Urlaubsresort in Kenia verbringen. Vor der Abreise gibt sie die Tochter in die Obhut ihrer Schwester Anna Maria. Im „Urlaubsparadies“ angekommen, sucht sie den Kontakt zu den Beach Boys, die am Strand auf Europäerinnen warten, um ihre Dienste anzubieten.
Am Ende einer Reihe von Enttäuschungen muss sie erkennen, dass sie am Strand von Kenia nur sexuelle Handlungen, nicht aber Liebe und Zuneigung kaufen kann.

## Hintergrund
Das Paradies-Projekt sollte ursprünglich nur einen Spielfilm mit drei Handlungssträngen umfassen. Erst im Laufe der Postproduktion entschied sich Seidl, die Geschichten auf drei Filme aufzuteilen. Die Titel der Filme sind von dem Drama Glaube Liebe Hoffnung von Ödön von Horváth inspiriert.
Der Film startete am 3. Jänner 2013 in den deutschen Kinos.

## Rezeption
Das Lexikon des internationalen Films schreibt, der Film überzeuge „durch die kluge, durchaus streitbare Verbindung zwischen bitterem, fast zynischem Sarkasmus, Komik und abgrundtiefer Traurigkeit.“
Während Andreas Borcholte auf Spiegel Online „eine Stilübung in Ekel und Tristesse“ sieht, spricht Beatrice Behn von einem „Balanceakt“, den Seidl leiste.

„Paradies: Liebe stellt zwar aus, macht sich aber nie über seine Figuren lustig oder erniedrigt diese. Vielmehr nivelliert der Film auf intelligente und recht subtile Art alle Beteiligten – den Zuschauer und den Regisseur eingeschlossen. Alle sind ein bisschen hässlich, alle sind Opportunisten auf die eine oder andere Art.“

Silvia Hallensleben von epd Film kritisierte, dass diese „filmische Studie über Verrohung in einer Welt globalisierter Ausbeutung“ über „seine allzu liebensunwürdige Hauptfigur und seine Konstruiertheit“ stolpere.
Von vielen Kritikern wurde besonders die Leistung der Hauptdarstellerin Margarethe Tiesel hervorgehoben. Die Österreicherin könne „für die authentische Darstellung ihrer seelisch gestrandeten Figur nicht genug gelobt werden“, so Robert Cherkowski auf filmstarts.de.

## Auszeichnungen

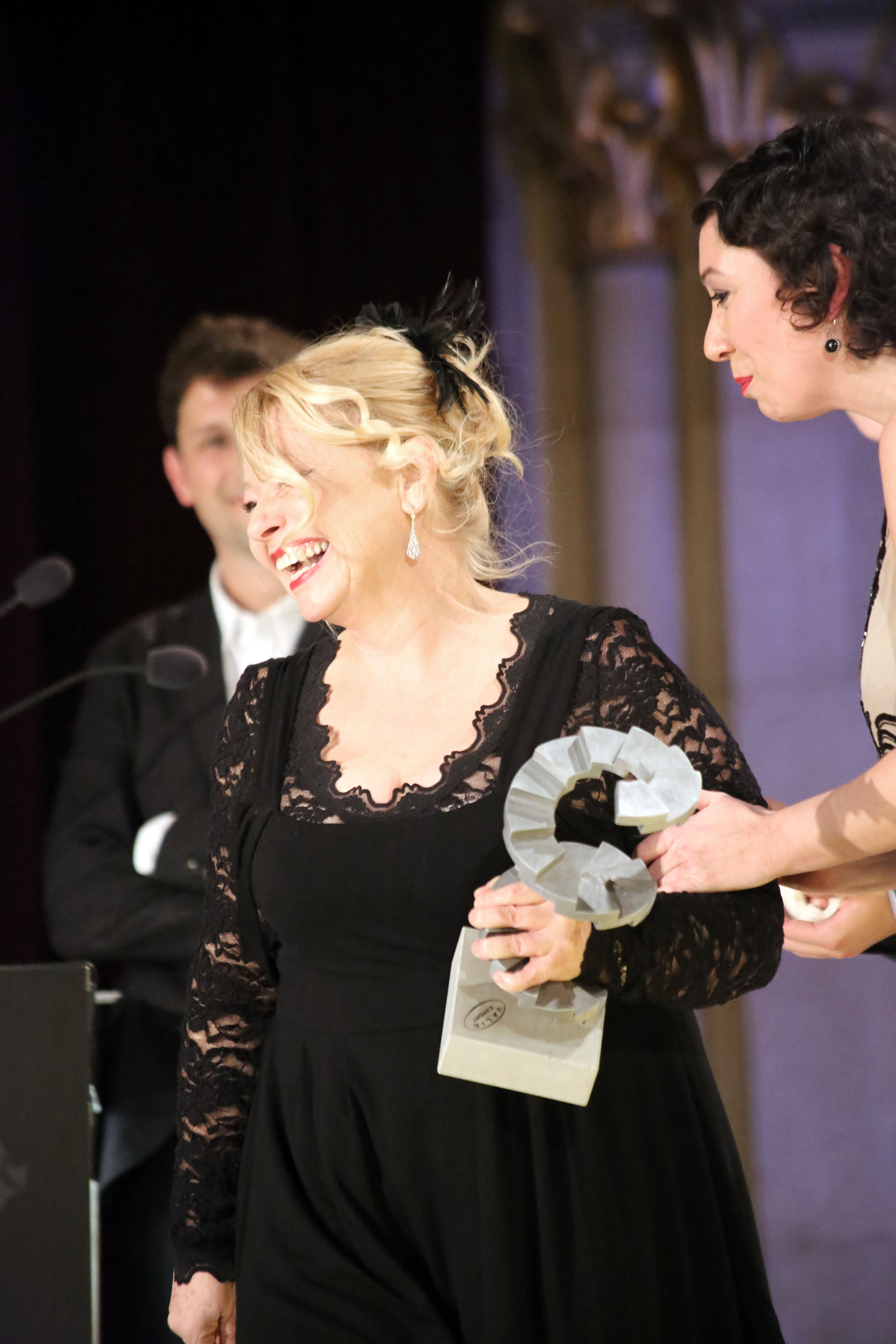
Margarethe Tiesel mit ihrem gewonnenen Österreichischen Filmpreis

2013 wurde Paradies: Liebe bei der Verleihung des Österreichischen Filmpreises als beste Filmproduktion sowie in den Kategorien Regie und Darstellerin (Margarethe Tiesel) ausgezeichnet. Von den österreichischen Filmjournalisten erhielt der Film den Papierenen Gustl als bester österreichischer Film 2012.